# Чоудхури, Хумаюн
Хумаюн Рашид Чоудхури (бенг. হুমায়ূন রশীদ চৌধুরী; 11 ноября 1928, Силхет, Британская Индия — 10 июля 2001, Дакка, Бангладеш) — бангладешский государственный деятель и дипломат, министр иностранных дел и информации Бангладеш (1985—1988).

## Биография
Его отец и мать были членами парламентов и законодательных собраний разных уровней.
В 1947 г. окончил Алигархский мусульманский университет, имел степень доктора наук. Для зачисления в английскую коллегию адвокатов и был членом «Внутреннего темпла» в Лондоне. В Лондонском институте международных дел, филиале Лондонского университета, получил диплом по международным отношениям. Являлся председателем федерации пакистанских студентов в Великобритании и Европе и в этом качестве организовал первую конференцию азиатских студентов в Соединенном Королевстве.
В 1953 г. поступил на дипломатическую службу Пакистана. Окончил Флетчерскую школу права и дипломатии в Массачусетсе, США. Находился на различных дипломатических должностях в Риме, Багдаде, Париже, Лиссабоне, Джакарте и Дели.
- 1971—1972 гг. — представитель Бангладеш в Индии, участвовал в переговорах по признанию Бангладеш более чем 40 странами,
- 1972—1976 гг. — посол в ФРГ и в Швейцарии, Австрии и при Ватикане (по совместительству). Также являлся Постоянным представителем Бангладеш при МАГАТЭ и в Организации Объединенных Наций по промышленному развитию (ЮНИДО),
- 1976—1981 гг. — посол в Саудовской Аравии и в Иордании и Омане (по совместительству), представитель Бангладеш в Организации «Исламская конференция»,
- 1981—1982 гг. — заместитель министра иностранных дел,
- 1982—1984 гг. — посол в США,
- 1984—1985 гг. — советник по международным делам президента Бангладеш,
- 1985—1988 гг. — министр иностранных дел Бангладеш,
- с 1986 г. — член меджлиса (парламента),
- с 1996 г. — председатель меджлиса Бангладеш.

Принимал участие в работе ряда сессий Генеральной Ассамблеи Организации Объединенных Наций; Исламской конференции на высшем уровне, состоявшейся в Таифе, Саудовская Аравия (1981 год); Исламской конференции министров иностранных дел в Триполи (1977 год), Дакаре (1978 год), Фесе, Марокко (1979 год), Исламабаде (1980 год) и Багдаде (1981 год); диалога на высшем уровне между странами Севера и Юга, состоявшемся в Канкуне, Мексика (1981 год); совещаний Комитета мира глав государств и правительств исламских стран по урегулированию споров между Ираном и Ираком; чрезвычайной сессии министров иностранных дел исламских государств по Афганистану в Исламабаде (1980 год) и чрезвычайной сессии министров иностранных дел исламских государств по Иерусалиму, состоявшейся в Аммане (1980 год).
Представлял Бангладеш на ряде двусторонних встреч, включая переговоры с Индией по установлению линии границы, по совместному использованию вод Ганга, по демаркации морской границы, на форуме стран Южной Азии (региональное сотрудничество стран Южной Азии), на переговорах по демаркации границы между Бангладеш и Бирмой, на совместных экономических переговорах между Бангладеш и Саудовской Аравией и других встречах.
Являлся членом Исполнительного комитета Американского исламского центра, Вашингтон, и Председателем его Финансового комитета, членом Международного института стратегических исследований, Лондон.
В 1984 г. Университетом Уильяма и Мэри, Вирджиния, Соединенные Штаты был удостоен Премии мира имени Махатмы Ганди.